# Неоксантин
Неоксантин — каротиноид из группы ксантофиллов. Синтезируется растениями; промежуточный метаболит в биосинтезе фитогормона — абсцизовой кислоты. Синтезируется из виолоксантина под действием фермента неоксантинсинтаза. Главный ксанттофилл всех зелёных листовых овощей, таких как, например, шпинат.

все-транс неоксантин